# Salvelinus leucomaenis
Salvelinus leucomaenis es una especie de pez de la familia Salmonidae en el orden de los Salmoniformes.

## Subespecies
- Salvelinus leucomaenis imbrius (Jordan & McGregor, 1925
- Salvelinus leucomaenis leucomaenis (Pallas, 1814
- Salvelinus leucomaenis pluvius (Hilgendorf, 1876.[1]